# Гербер, Макси
Макси Гербер, (нем. Maxi Herber, 8 октября 1920 года, Мюнхен — 20 октября 2006 года, Гармиш-Партенкирхен, Германия) — немецкая фигуристка, ставшая олимпийской чемпионкой в 1936 году в парном катании с Эрнстом Байером. Дуэт был первым, исполнившим параллельный прыжок на соревнованиях. Гербер — самая молодая олимпийская чемпионка по фигурному катанию в истории зимних Олимпийских игр, выигравшая их в возрасте 15 лет 4 месяцев и 5 дней. Этот возрастной рекорд по нынешним правилам уже невозможно побить, так как фигуристы допускаются к зимним Олимпийским играм не раньше возраста 15 лет 5 месяцев. В целом Гербер является самой юной чемпионкой из Европы в истории зимних Олимпийских игр, моложе её за всю историю только корейские шорт-трекистки Ким Юн Ми и Вон Хе Гён, которые побили рекорд Гербер в 1994 году.
Гербер и Байер также были четырёхкратными чемпионами мира (подряд с 1936 по 1939 годы), пятикратными чемпионами Европы (подряд с 1935 года по 1939) и пятикратными чемпионами Германии (с 1934 по 1936, 1938 и 1939 годы).
Кроме того Макси Гербер выступала и в одиночном разряде. Она трижды становилась чемпионкой Германии среди женщин (с 1933 по 1935 годы), а на чемпионате мира 1934 года была седьмой.
Пара снималась в фильме «Олимпия» режиссёра Лени Рифеншталь.
После окончания любительской карьеры в 1940 году Гербер и Байер поженились, у них было трое детей. После Второй мировой войны они выступали в различных шоу, а позже, в 1951 году, основали собственное предприятие «Ледовый балет Макси и Эрнста Байера» (Eisballett Maxi und Ernst Baier). Впоследствии они продали свой бизнес владельцам тура «Holiday on Ice».
В 1964 году они развелись. В результате развода Макси Гербер пришлось жить на социальное пособие. При содействии немецкой организации помощи спортсменам «Deutsche Sporthilfe» она переехала в Оберау близ Гармиш-Партенкирхена в Баварии. Несколько лет спустя Гербер и Байер вновь вступили в брак, но вскоре развелись повторно.
Гербер страдала от болезни Паркинсона. В 2000 году она переехала в дом престарелых в Гармиш-Партенкирхен, там она увлеклась рисованием акварелью, и даже проводились выставки её работ. Макси Гербер скончалась в 2006 году в возрасте 86 лет.

## Спортивные достижения
в паре с Эрнстом Байером
| Соревнования                          | 1934 | 1935 | 1936 | 1937 | 1938 | 1939 |
| ------------------------------------- | ---- | ---- | ---- | ---- | ---- | ---- |
| Зимние Олимпийские игры               |      |      | 1    |      |      |      |
| Чемпионаты мира                       | 3    |      | 1    | 1    | 1    | 1    |
| Чемпионат Европы по фигурному катанию |      | 1    | 1    | 1    | 1    | 1    |
| Чемпионаты Германии                   | 1    | 1    | 1    |      | 1    | 1    |

как одиночница
| Соревнования        | 1933 | 1934 | 1935 | 1936 | 1937 | 1938 |
| ------------------- | ---- | ---- | ---- | ---- | ---- | ---- |
| Чемпионаты мира     |      | 7    |      |      |      |      |
| Чемпионаты Европы   |      |      | 4    | 7    |      | 4    |
| Чемпионаты Германии | 1    | 1    | 1    |      |      |      |